# Arthur Victor Trocke Wakely
Arthur Victor Trocke Wakely, britanski general, * 1886, † 1959.